# Piekielnikowa Przełączka
Piekielnikowa Przełączka (słow. Pekelníkova štrbina) – położona na wysokości 2353 m (według wcześniejszych pomiarów około 2355 m lub 2345 m) przełęcz w słowackich Tatrach Wysokich w Grani Baszt oddzielającej Dolinę Młynicką od Doliny Mięguszowieckiej. Piekielnikowa Przełączka znajduje się w tej grani pomiędzy Diablowiną (2379 m) a Piekielnikową Turnią (2370 m). Jest to dość płytka przełęcz. Podejście z niej na Diablowinę jest łatwe, prowadzi szeroką rynną, porośniętą trawą. Natomiast wejście na ok. 15-metrowej wysokości iglicę Piekielnikowej Turni jest znacznie trudniejsze.
Z Piekielnikowej Przełączki po stronie Doliny Młynickiej opada kruchy żlebek, około 50 m poniżej grani łączący się ze żlebkiem Czarciej Szczerbiny. Ku wschodowi, do głównej gałęzi Szataniego Żlebu opada stromy i trawiasty żlebek, który kilkadziesiąt metrów poniżej grani przekształca się w wąski komin.
Pierwsze wejścia
- latem: Günter Oskar Dyhrenfurth i Hermann Rumpelt, 13 czerwca 1907 r.,
- zimą: Alfréd Grósz i Zoltán Neupauer, 8 lutego 1914 r.[4]

Drogi wspinaczkowe
1. Granią z Diablej na Szatanią Przełęcz; 0+, I lub III w skali tatrzańskiej (w zależności od wariantu), czas przejścia 20-45 min
2. Z Doliny Młynickiej, od zachodu; I, 45 min[2].